# Annette Dolphin
Pour les articles homonymes, voir Dolphin.
Annette Catherine Dolphin, née en 1951 à Maidenhead (Berkshire), est une pharmacologue britannique et professeure de pharmacologie à l'University College de Londres.

## Carrière
Dolphin obtient un baccalauréat universitaire de biochimie à l'université d'Oxford en 1973, puis un doctorat à l'Institut de psychiatrie (en) de King's College de Londres grâce à une thèse sur les récepteurs à noradrénaline.
Dolphin se distingue dans la recherche sur les canaux calciques tensiodépendants, notamment sur la régulation de leur trafic ionique et la modulation de leur fonction par l'activation des récepteurs couplés aux protéines G (RCPG). Son travail sur le contrôle du trafic calcique par les sous-unités auxiliaires des canaux calciques a eu beaucoup d'influence ; elle a notamment élucidé la topologie et le fonctionnement de cette famille de protéines.
Avant d'enseigner à l'University College de Londres, Dolphin a travaillé au Collège de France, à l'université Yale, à l'Institut national de recherche médicale (en) de Londres, à l'école St George's de l'université de Londres et au Royal Free Hospital.
Dolphin a reçu de nombreux prix pour ses travaux de recherche, dont le prix Sandoz de la British Pharmacological Society (en) et le prix Pfizer de biologie de cette même institution. Lui ont également été accordé plusieurs conférences d'honneur, dont la Conférence d'honneur G. L. Brown de la Physiological Society (en), la Conférence distinguée Julius Axelrod en neurosciences de l'université de Toronto, la Conférence commémorative Gary Price de la British Pharmacological Society et plus récemment la Conférence Mary Pickford de l'université d'Édimbourg et la Physiological Society Annual Review Prize Lecture (en) de 2015.
Dolphin est élue membre de l'Académie des sciences médicales (en) en 1999 et membre de la Royal Society en 2015.

## Publications (sélection)
- (en) Dolphin, « Mechanisms of modulation of voltage-dependent calcium channels by G proteins », The Journal of Physiology, vol. 506, no 1,‎ 1998, p. 3–11 (PMID 9481669, PMCID 2230712, DOI 10.1111/j.1469-7793.1998.003bx.x)
- (en) AC Dolphin, ML Errington et TVP Bliss, « Long-term potentiation of the perforant path in vivo is associated with increased glutamate release », Nature, Nature Publishing Group UK, vol. 6, no 10,‎ 1982 (PMID 6123949, DOI 10.1038/297496a0)
- (en) Annette C. Dolphin, « β subunits of voltage-gated calcium channels », Journal of Bioenergetics and Biomembranes, vol. 35, no 6,‎ 2003, p. 599–620 (ISSN 0145-479X, DOI 10.1023/B:JOBB.0000008026.37790.5a, lire en ligne)
- (en) Field, P. J. Cox, E Stott, H Melrose, J Offord, T. Z. Su, S Bramwell, L Corradini, S England, J Winks, R. A. Kinloch, J Hendrich, A. C. Dolphin, T Webb et D Williams, « Identification of the alpha2-delta-1 subunit of voltage-dependent calcium channels as a molecular target for pain mediating the analgesic actions of pregabalin », Proceedings of the National Academy of Sciences, vol. 103, no 46,‎ 2006, p. 17537–42 (PMID 17088553, PMCID 1859964, DOI 10.1073/pnas.0409066103)
- (en) Anthony Davies, Jan Hendrich, Alexandra Tran Van Minh, Jack Wratten, Leon Douglas et Annette C Dolphin, « Functional biology of the α2δ subunits of voltage-gated calcium channels », Trends in Pharmacological Sciences, vol. 28, no 5,‎ 2007 (PMID 17403543, DOI 10.1016/j.tips.2007.03.005)
- (en) Gerald W. Zamponi, Joerg Striessnig, Alexandra Koschak, Annette C. Dolphin et David R. Sibley (réd.), « The Physiology, Pathology, and Pharmacology of Voltage-Gated Calcium Channels and Their Future Therapeutic Potential », Pharmacological Reviews, vol. 67, no 4,‎ octobre 2015, p. 821-870 (DOI 10.1124/pr.114.009654)